# Film comico

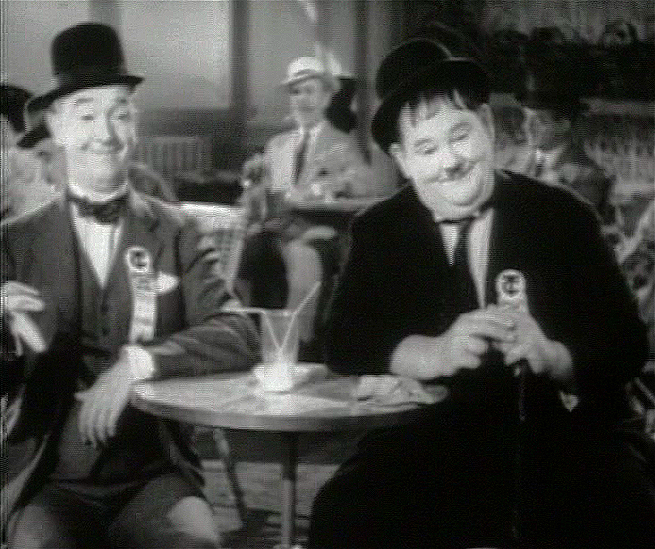
Gli attori Stan Laurel e Oliver Hardy, meglio conosciuti in Italia come Stanlio e Ollio

Il film comico è una forma d'arte basata sulle capacità dell'attore di far ridere con battute linguistiche o siparietti fisici tesi a sovvertire l'ordine costituito. Fin dalle origini del teatro greco l'ambito comico è stato identificato come un vero elemento di trasgressione e come tale è stato ricondotto (tanto dalle poetiche classiche quanto dalle teorie moderne) a comportamenti attinenti alla sfera del grottesco, del surreale e del bizzarro.
Esso si differenzia dal film commedia per il metodo e la natura di provocare divertimento. La commedia comprende in sé diverse situazioni (anche drammatiche) che spesso prevedono un finale positivo, riconciliante e consolatorio. Il film comico può, in alcuni casi, risultare meno "ricercato", soprattutto se il linguaggio rimanda a scenette e trovate vicine allo slapstick, e facenti leva su una comicità più basica e compulsiva, lontana da ogni forma di riflessione e sentimento. La distinzione comunque non sempre viene certificata dalla critica che sovente ha preferito coniare la doppia espressione comico/commedia bilanciando e accorciando le distanze tra i due generi.

## Storia

### Le origini
I primi quadri in movimento a carattere comico hanno avuto, fin dalle origini, una larga fortuna, nonostante fungessero da mero pretesto per supportare pellicole più ambiziose. Non è un caso che nei vari esperimenti di Georges Méliès e in alcune riprese di Auguste e Louis Lumière si trovino sequenze che si risolvono più volte in un esito comico. Tra i numerosi fotogrammi dei fratelli Lumière (composti da una sola inquadratura) si ricordano: Arroseur et arrosé, Charcuterie mécanique, Le cocher endormi e Le squelette joyeux, databili tra l'ultimo decennio dell'Ottocento e i primi anni del Novecento.
In linea con la tecnica e lo stile del cinema delle attrazioni, la produzione dei primi quindici anni del Novecento privilegia gli effetti puramente visivi, a discapito di quelli narrativi. Infatti, le vicende descritte ruotano attorno ad esili canovacci che servono da pretesto per scatenare affollati inseguimenti, rovinose cadute e catastrofi in serie. Questo tipo di comicità slapstick (termine che indica in inglese una piccola canna di legno usata dagli artisti per produrre rumore) arruola personaggi incapaci di adattarsi alla società producendo comportamenti devianti e inadeguati.
La cinematografia più attiva del periodo diviene quella francese che annovera fra le star di maggior richiamo i nomi di Boireau (personaggio interpretato da André Deed), Rigadin (interpretato da Charles Prince), Robinet (portato al successo da Marcel Fabre), Polidor (ideato da Ferdinand Guillaume) e Fricot (impersonato prima da Ernesto Vaser e in seguito da Cesare Gravina). Ben presto tale genere artistico dilaga oltreconfine raggiungendo gli Stati Uniti, la cui esplosione si lega soprattutto al nome di Mack Sennett, direttore dal 1912 della casa di produzione Keystone e scopritore di moltissimi talenti. Sotto la sua scuderia riscuotono fortuna i Keystone Cops: un gruppo di maldestri poliziotti alle prese con inseguimenti di varia natura. Nati da un'idea dell'attore Hank Mann, i personaggi divengono protagonisti (tra il 1912 e il 1917) di una serie di film improntati su gag frenetiche e pirotecniche. Tra i vari attori troviamo Roscoe Arbuckle, che inventerà di li a poco il divertente bozzetto di "Fatty": un ragazzo grosso e corpulento che sfrutta la sua possenza fisica per combattere gli antagonisti di turno.
Tuttavia la figura più importante degli anni dieci è quella dell'artista francese Max Linder, la cui comicità, elegante e raffinata ma anche eccessiva e distruttiva, ha lo scopo di dissacrare mode e convenzioni della civiltà borghese. Tra le varie opere della sua filmografia si riportano: Les débuts d'un patineur (1907), Max fait du ski (1910), Max victime du quinquina (1911) e Max et le mari jaloux (1914), quasi tutte dirette e interpretate da se medesimo.

### L'evoluzione del cinema comico

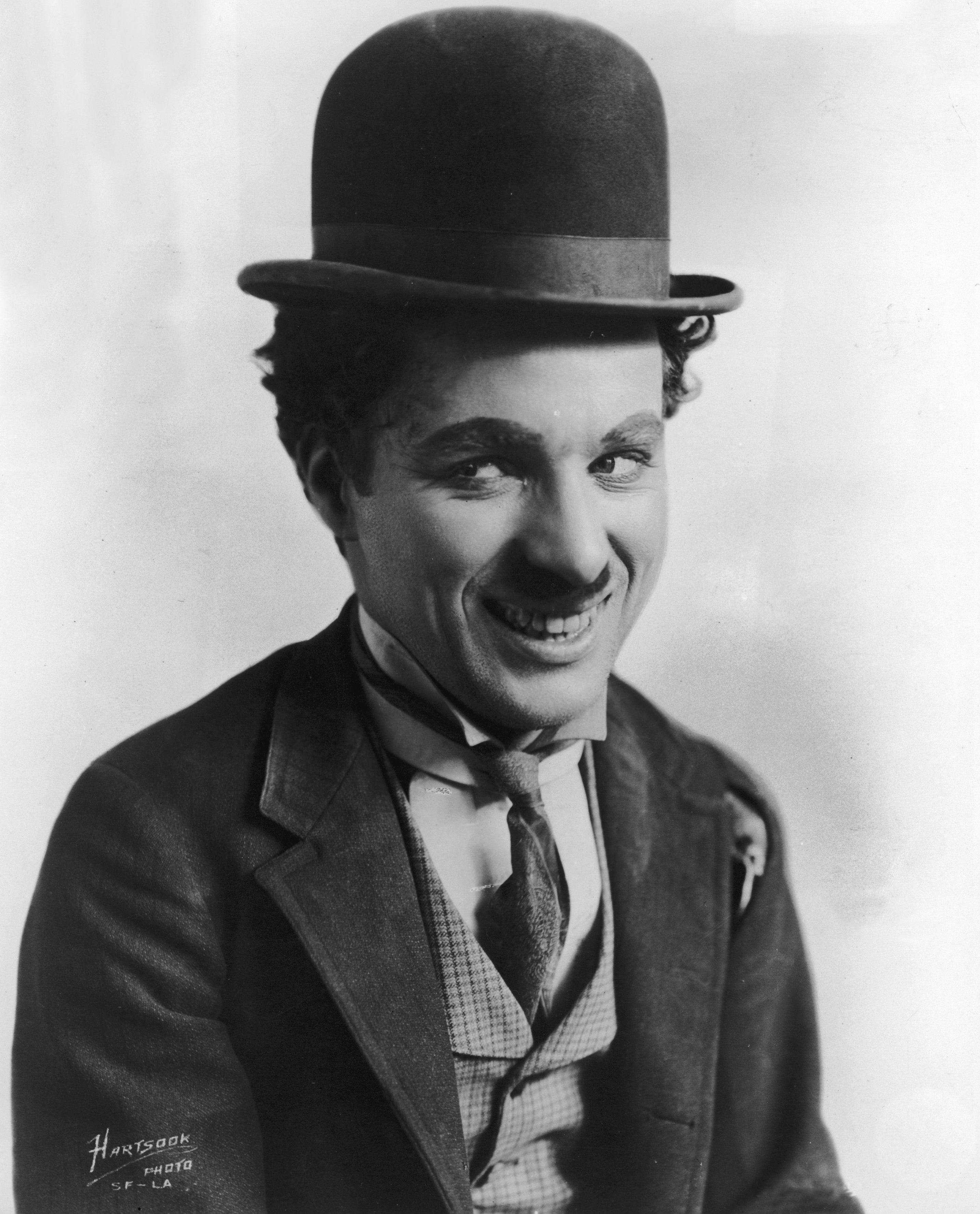
Charlie Chaplin nei panni del celebre vagabondo, conosciuto in molti paesi con il nome di Charlot

Tra la fine degli anni dieci e l'inizio degli anni venti si assiste ad un progressivo aumento del metraggio che porta ad una attenta definizione dei personaggi e a un maggior sviluppo della trama. Anche il cinema comico registra questa evoluzione servendosi di soggetti filmici più elaborati. All'estro e all'improvvisazione dell'attore si accompagnano copioni più sofisticati che valorizzano e amplificano la struttura di una gag. Le innumerevoli potenzialità del racconto vengono subito esaltate dalle produzioni statunitensi che iniziano a creare un'autentica industria della risata. Gli anni venti segnano in generale il momento di massima maturazione estetica e narrativa del film comico. Nello stesso tempo, i suoi protagonisti cominciano ad assumere atteggiamenti e inclinazioni prettamente infantili. L'inettitudine del personaggio è per lo più il frutto di un'innocenza originaria, di una condizione adamitica, dove il comico, nudo e puro di fronte al mondo, ne subisce le regole adottando comportamenti inversamente proporzionali a quelli del consorzio sociale. I corpi, i volti e il trucco di attori quali Charlie Chaplin, Buster Keaton, Harry Langdon, Stan Laurel e Oliver Hardy sono del tutto funzionali ad una stretta correlazione fra l'universo comico e il procedimento mentale dell'infanzia.

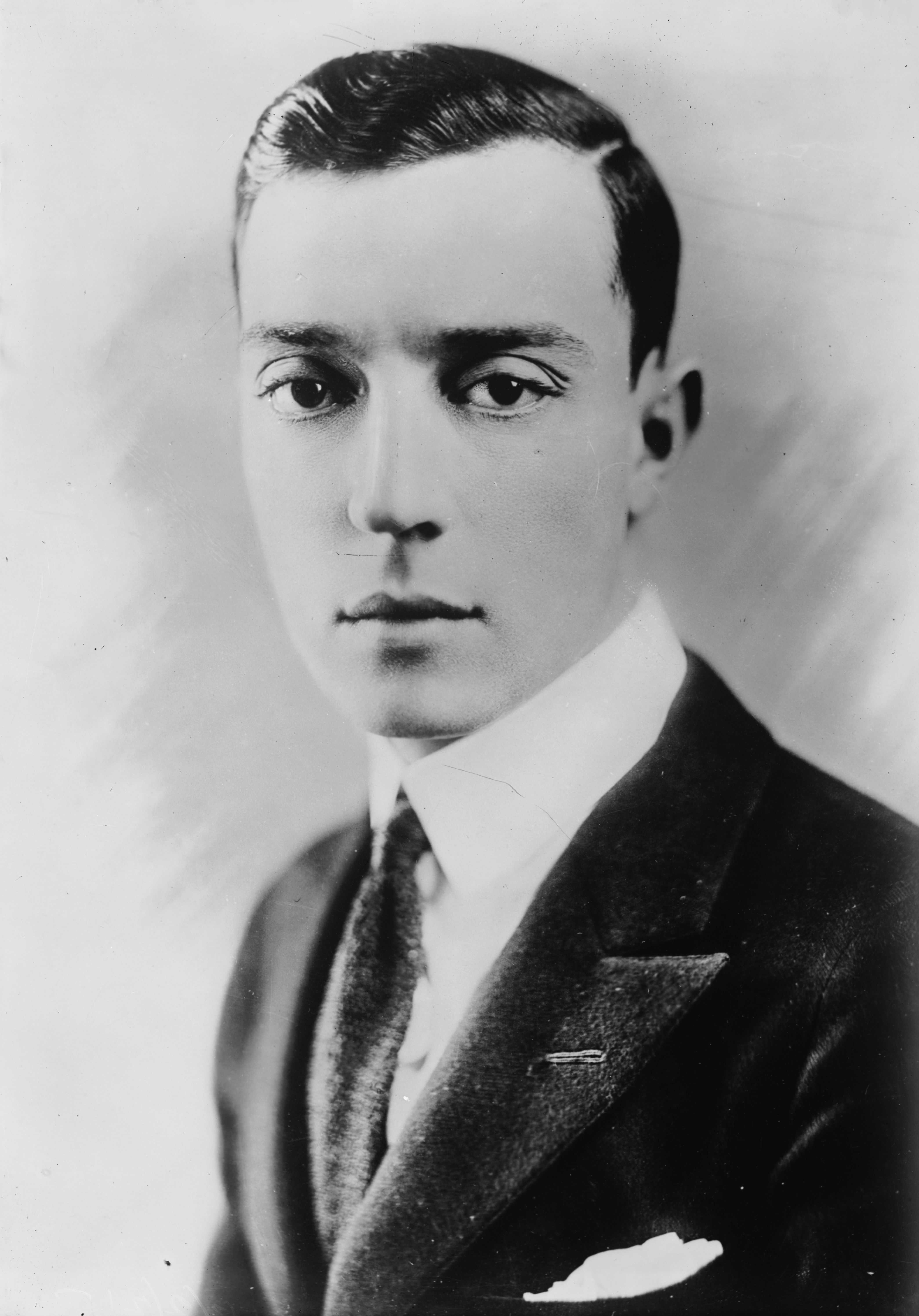
Sopra l'attore e regista Buster Keaton

A partire dal 1914 la scena del cortometraggio viene dominata dal cineasta e interprete britannico Charlie Chaplin con l'invenzione della maschera universale del vagabondo (The Tramp nei paesi anglosassoni e Charlot in quelli latini) che in breve tempo assurge a icona globale della settima arte. Dal 1921, con l'uscita del lungometraggio Il monello, il buffo omino in bombetta comincia ad assumere connotati più malinconici allargando il proprio sguardo, sempre con l'uso del comico, sulla triste condizione delle classi subalterne, vittime di una società alienante e mistificatrice. 
Ciò diverrà evidente nei successivi capolavori La febbre dell'oro (1925), Il circo (1928), Luci della città (1931) e Tempi moderni (1936); fino a sfociare nella commedia satirica a sfondo drammatico Il grande dittatore (1940), nel cui finale Chaplin utilizza per la prima volta il linguaggio parlato.
Alla fama planetaria di Chaplin tenne testa l'attore e regista statunitense Buster Keaton, ideatore di una maschera facciale impassibile e dimessa, e dotato di una mimica corporea inedita e stravagante. Definito dalla critica "il comico che non ride mai", per via della sua espressione impenetrabile, ha fornito al mezzo cinematografico contributi di assoluto rilievo, sia dal punto di vista attoriale che registico. Il successo e la carriera di Keaton si protraggono per tutto il decennio concludendosi con l'arrivo del sonoro, la cui invenzione mal si adattava al suo stile lunare e metafisico. Tra i film più significativi vanno ricordati: Senti, amore mio (1923), La legge dell'ospitalità (1923), La palla nº 13 (1924), Come vinsi la guerra (1927) e Il cameraman (1928), considerato tra le vette più alte della sua produzione.
Altro protagonista dell'epoca del muto è senza dubbio Harry Langdon. All'apice della sua carriera, intorno alla metà degli anni venti, ha vestito i panni paradigmatici dell'eterno fanciullo, costruiti su una timidezza ingenua e disarmante, in questo aiutato da un volto candido e rotondo che sembrava disegnato per un apposito fumetto. Da ricordare è la filmografia di Larry Semon (conosciuto in Italia con il nome di Ridolini); inventore di un personaggio dal viso infarinato e clownesco, costantemente alle prese con innumerevoli inseguimenti e acrobazie.
In ultima istanza si registra l'attività del comico statunitense Harold Lloyd, divenuto popolare grazie alla caratterizzazione del giovanotto ambizioso e arrivista, sempre teso alla conquista del successo e pregno di vitale ottimismo. Famoso per le sue perfomance di funambolo ed equilibrista ha saputo, negli anni, rivaleggiare con le massime star dell'epoca. Celebre, ancora oggi, il fotogramma che lo ritrae appeso alla lancetta dell'orologio di un grattacielo, appartenente al lungometraggio Preferisco l'ascensore, del 1923.

### L'avvento del sonoro

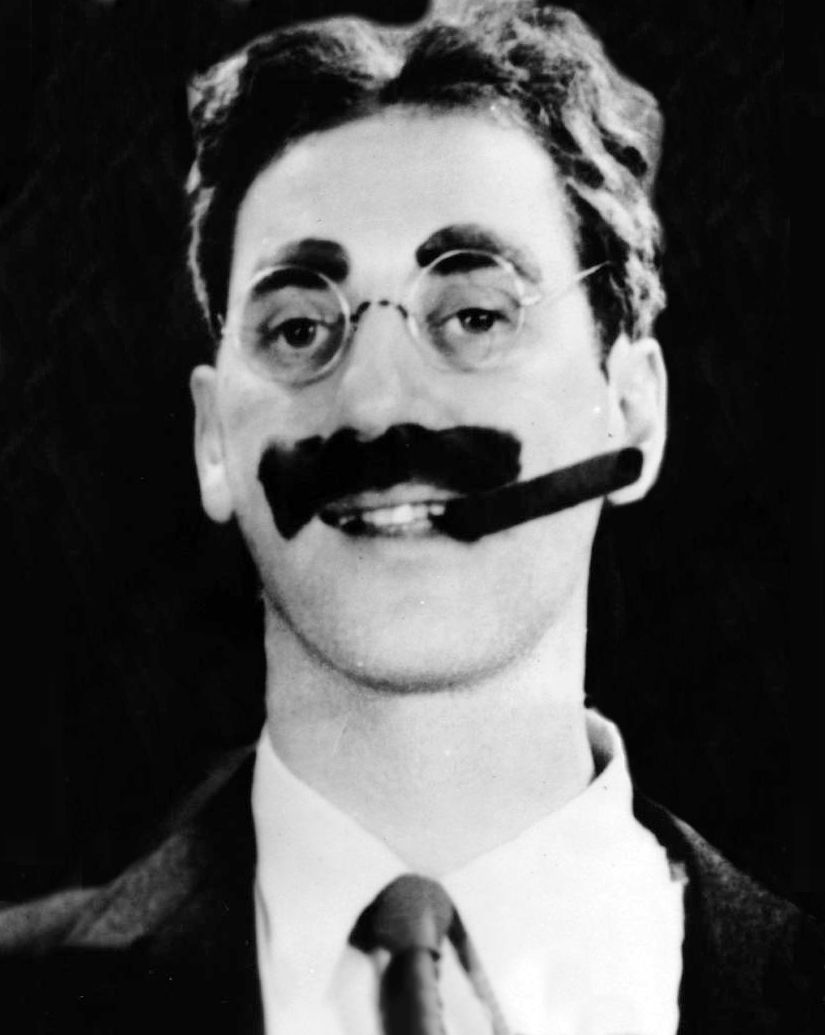
Sopra il comico e umorista Groucho Marx

Gli anni Trenta costituiscono un periodo di assestamento e di ridefinizione delle forme del comico. Se la purezza visiva dell'epoca del muto tende a venire meno, la disponibilità della parola sviluppa elementi farseschi carichi di intemperanze verbali, che sfiorano volutamente il nonsense. L'avvento del sonoro viene a produrre, così, una comicità più mediata, organizzata in forma di commedia, sulla quale influiscono i modelli di stilizzazione teatrale della sophisticated comedy hollywoodiana. 
Fruitori di questo cambiamento divengono i fratelli Marx: autori di una comicità travolgente ed esplosiva, irrispettosa delle convenienze di etichetta come delle convenzioni linguistiche, dispiegando un ventaglio di trovate sempre diverse e complementari. Tra i fratelli si distinguono Harpo, la cui creatività consta nel saper usare oggetti del quotidiano come sostituti del parlato e Groucho: mente logica del gruppo, dedito a svolgere spericolati ragionamenti producendo fulminanti boutades e improbabili argomentazioni. Da ultimo troviamo Chico, il musicista, che funge da spalla e da mediatore tra i due artisti.
Dei tre ad emergere maggiormente sotto i riflettori sarà proprio Groucho Marx, anche grazie al suo peculiare umorismo e alla creazione di un'eccentrica maschera fatta di vistosi baffi dipinti, occhiali tondi, sguardo ammiccante e sigaro perennemente tra i denti. Tra le opere cinematografiche più rinomate del gruppo si ricordano: Animal Crackers (1930), La guerra lampo dei fratelli Marx (1933), Una notte all'opera (1935) e Un giorno alle corse (1937).
Negli anni trenta, oltre ai fratelli Marx, conoscono successo internazionale la coppia di comici formata da Stan Laurel e Oliver Hardy, attivi nel mondo della celluloide fin dai tempi del muto. La vis comica dei due interpreti si basa sulla peculiare capacità di combinare assieme i reciproci comportamenti. Laurel è sempre maldestro e inconcludente, anche nell'affrontare compiti elementari, di fronte ai quali manifesta la sua difficoltà grattandosi il capo. Hardy si dimostra sempre sicuro di sé e nel constatare i fallimenti di Lauren cerca la complicità dello spettatore volgendo lo sguardo in camera. Nel medesimo istante dà sfogo alla sua impazienza gonfiando le guance o arrotolandosi la cravatta. Anch'egli però, proprio come il compagno, riesce a far diventare insormontabili le situazioni più banali. La fama e la stima raggiunta dai due artisti a cavallo di tre generazioni li ha resi, senz'altro, la coppia comica più nota dell'intera storia del cinema. Tra le produzioni più riuscite troviamo: Il compagno B (1932), Fra Diavolo (1933), I figli del deserto (1933), Allegri gemelli (1936), Avventura a Vallechiara (1938), Vent'anni dopo (1938) e I diavoli volanti (1939). Quest'ultima opera contiene il celebre motivo Guardo gli asini che volano nel ciel, versione italiana (cantata da Alberto Sordi) del motivo originale Shine On, Harvest Moon. Sempre negli anni trenta guadagnano popolarità le ingenue caratterizzazioni dell'attore Eddie Cantor, dotato di occhi mobili e intensi a cui va il merito di essere stato tra i primi comici cinematografici a sovrapporre i generi del musical e della commedia.

### Il lascito degli anni quaranta, cinquanta e sessanta

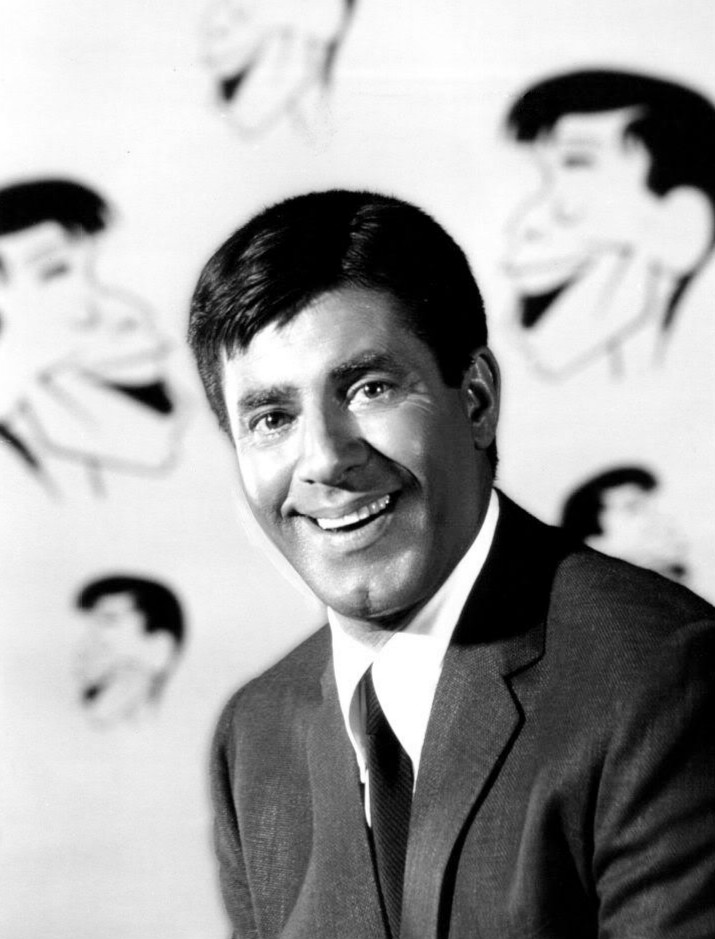
In alto l'attore americano Jerry Lewis

Nel solco tracciato da Stan Laurel e Oliver Hardy si inseriscono negli anni quaranta Gianni e Pinotto, traslitterazione italiana del duo statunitense "Abbott and Costello". La coppia impersona, quasi sempre, soggetti appartenenti al ceto medio che tentano (con apparente astuzia) di dare una svolta alla loro esistenza per poi essere travolti da cause di forza maggiore. Funzionale al racconto è risultata, in più occasioni, l'idea di contaminare le sceneggiature con elementi tipici dell'horror e del thriller suscitando sorprese e ilarità. Scritturati dalla Universal arrivano sul grande schermo con il film One Night in the Tropics (1940). Il secondo lungometraggio, Gianni e Pinotto reclute (1941), realizza un incasso da record rendendoli tra le star più richieste di Hollywood. Nel medesimo periodo ottengono grande affermazione le commedie del duo Bing Crosby e Bob Hope, soprattutto nei film della serie avventurosa Road to..., dal piglio piacevolmente leggero e scacciapensieri. Un caso peculiare è rappresentato dal musical Hellzapoppin' (1941), ispirato all'omonima rivista portata con successo su tutti i palcoscenici di Broadway. Interpretato da Ole Olsen e Chic Johnson, il film è un susseguirsi di situazioni al limite dell'assurdo, tanto da essere definito, ancora oggi, un classico del cinema comico.
Nei decenni successivi la forma comica si concretizza in un ventaglio di proposte assai variegato. Il prodotto in se stesso tende a mantenere un suo carattere trasgressivo e a strutturarsi attorno a performance attoriali dagli eccessi mimico-espressivi e linguistico-comportamentali. La costruzione della trama punta a racconti che prendono la piega della farsa, favorita dall'origine teatrale e cabarettistica della maggior parte dei suoi interpreti. Esempio concreto di questa tendenza è stato l'attore televisivo, teatrale e cinematografico Jerry Lewis. 

Jacques Tati durante una trasmissione televisiva

Esibitosi fin dal dopoguerra in coppia con l'amico e cantante Dean Martin e valorizzato da registi quali Frank Tashlin, Lewis ha saputo creare nelle proprie pellicole un personaggio fisicamente eccessivo facendo leva su trovate iperreali ed esuberanti. La sua tendente abilità nell'addentrarsi negli spazi del bizzarro e del surreale lo hanno reso uno dei protagonisti più acclamati degli anni cinquanta e sessanta. In merito alla sua cospicua filmografia (di cui spesso ne è stato regista) si menzionano: Il nipote picchiatello (1955), Il Cenerentolo (1960) e Le folli notti del dottor Jerryll (1963), chiara parodia del romanzo di Robert Louis Stevenson e definito dalla critica come uno dei suoi capolavori.
Tale sottogenere farsesco è stato ripreso con fortuna negli anni settanta dal regista e attore Mel Brooks, in particolar modo nel cult movie Frankenstein Junior (1974), che ha visto come primi attori Gene Wilder e Marty Feldman.
Al contempo si fanno strada acclarate commedie che contengono in sé situazioni che virano verso il comico come dimostrano alcune produzioni interpretate dagli attori Walter Matthau e Jack Lemmon, e altre dirette dall'autore Blake Edwards tra le quali il film cult Hollywood Party (1968), con protagonista Peter Sellers. 
In un tempo coevo a quello di Lewis si impone all'attenzione di pubblico e critica il comico francese Jacques Tati. Erede della tradizione del muto, ha saputo costruire nei propri lungometraggi gag visive e sonore molto intelligenti, più vicine allo straniamento di Buster Keaton che all'esuberanza malinconica di Charlie Chaplin. Il personaggio di "Monsieur Hulot" (protagonista di quattro film da lui stesso diretti) viene concepito come maschera silente e spettatrice che mantiene una costante imperturbabilità anche dinanzi alle situazioni più coinvolgenti. Molto amato dai registi della Nouvelle vague, nell'arco della sua carriera ha realizzato soltanto sei lungometraggi, con i quali ha saputo rinnovare ugualmente l'universo del comico. Parallelamente conoscono apprezzamento le commedie interpretate da Louis de Funès, poliedrico artista che per oltre due decenni sarà il campione di incassi indiscusso in terra d'oltralpe e uno degli attori francesi più conosciuti all'estero.

### Gli anni settanta

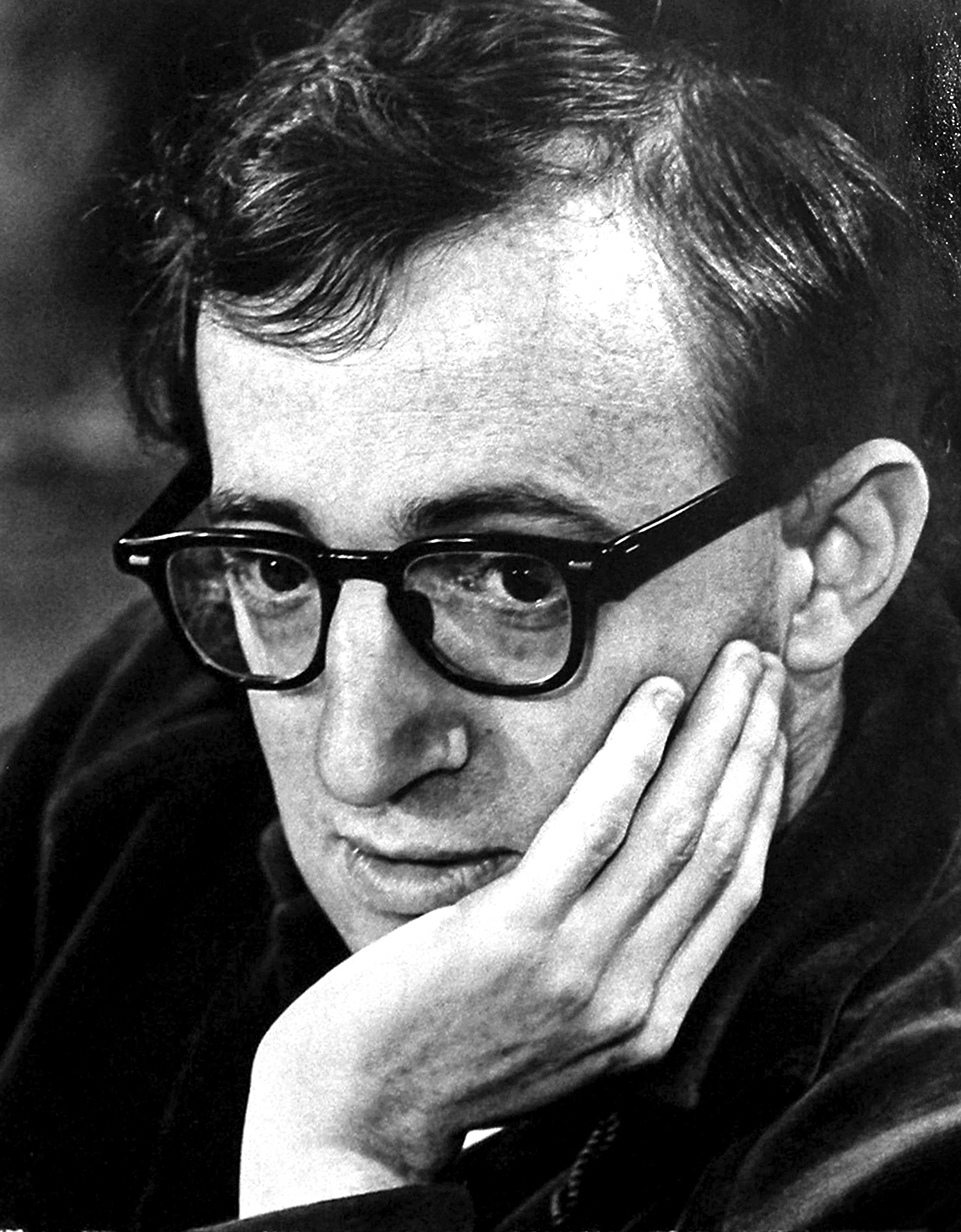
Woody Allen negli anni sessanta

Negli anni settanta la tendenza alla divaricazione fra le forme più ordinate della commedia e le forme più esplosive del comico sembra accentuarsi maggiormente. La crescita dell'influenza della televisione, unita alla sempre più marcata prevalenza di modalità di comunicazione veloci, dà luogo a una comicità segnata da una progressiva destrutturazione e da frequenti contaminazioni. 
Così facendo, il cinema comico imbocca con veemenza la via della citazione declinando i generi in film che giocano ad accumulare rimandi in modi complessi e articolati. Un caso specifico è il cinema di Mel Brooks: autore di autentici classici come il già citato Frankenstein Junior (1974) e la parodia western Mezzogiorno e mezzo di fuoco (1975), seguite da L'ultima follia di Mel Brooks (1976): movimentato omaggio ai maestri Chaplin e Keaton. Sulla stessa lunghezza d'onda si inserisce Ridere per ridere (1977), del cineasta John Landis. L'opera fa leva su una serie continua di sketch che scompone e mette alla berlina il mondo dei mass media e del piccolo schermo.
Ciò nonostante la personalità più rilevante degli anni settanta porta il nome dell'artista newyorkese Woody Allen, salito all'attenzione internazionale per aver interpretato personaggi nevrotici e verbosi, non alieni a subire eventi e sfortune di ogni genere. Nel tempo si è rivelato autore di grande sostanza, allontanandosi dalle forme del comico per abbracciare commedie raffinate e cerebrali, finanche lungometraggi più cupi e drammatici. Ideatore di brucianti aforismi sulla scia di Groucho Marx, nonché autore di testi per il teatro e la televisione, nella prima metà del decennio gira svariate pellicole non lontane dalle grammatiche visive dello slapstick. Su tutte sono da citare: Prendi i soldi e scappa (1969), Il dittatore dello stato libero di Bananas (1971), Tutto quello che avreste voluto sapere sul sesso* *ma non avete mai osato chiedere (1972) e Il dormiglione (1973). 

Il gruppo britannico dei Monty Python

Contemporaneamente assurge ai titoli di cronaca il gruppo inglese dei Monty Python costituito nel 1969 da Graham Chapman, John Cleese, Terry Gilliam, Eric Idle, Terry Jones e Michael Palin. Portatori di una frenetica verve, i Monty Python hanno ridisegnato l'idea stessa di comicità e il modo in cui essa veniva raffigurata. La loro rottura rispetto allo status quo è fondata su una personale rilettura del music hall, sull'irrisione della middle class inglese e sull'annientamento sistematico degli standard televisivi. Il loro stile è segnato da un anarchico flusso di coscienza frammentato dalle animazioni surreali di Gilliam in cui ogni logica è bandita o portata all'estremo. Il paradossale apparato comico è stato sempre sostenuto da una notevole capacità interpretativa in grado di ravvivare tutti i personaggi creati.
Dapprima debuttano nel programma televisivo Monty Python's Flying Circus, e si consacrano al cinema nel film E ora qualcosa di completamente diverso (1971), a cui seguono Monty Python e il Sacro Graal (1975), Brian di Nazareth (1979) e Monty Python - Il senso della vita (1983). Un rimando alle origini del muto è, invece, rappresentato dai numerosi cortometraggi portati in scena dall'inglese Benny Hill. Versatile attore, in oltre vent'anni di carriera, ha generato intermezzi comici pregni di estro mimico, con inserite sequenze che omaggiano la tecnica fast motion inaugurata dai Keystone Cops. Tornando agli Stati Uniti, non va certo trascurata l'importanza dello spettacolo televisivo Saturday Night Live, che dalla fine degli anni settanta lancerà nello star system hollywoodiano numerosi artisti di fama come John Belushi, Dan Aykroyd, Steve Martin, Bill Murray e da ultimo Eddie Murphy.

### I nuovi ambiti del comico

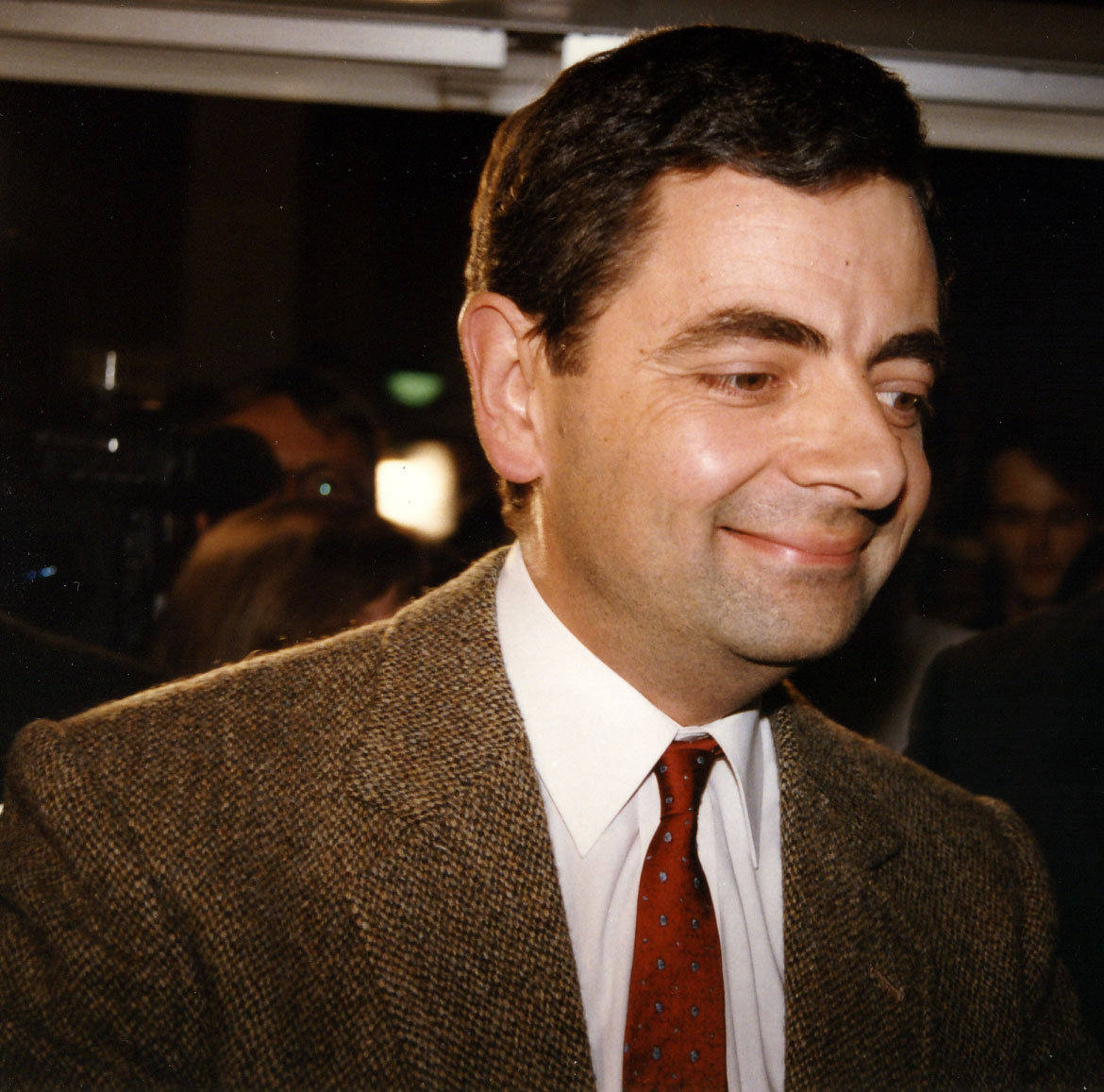
Rowan Atkinson nei panni di Mr Bean

All'inizio degli anni ottanta l'aspetto esasperato del comico sfocia più volte nel filone "demenziale", favorito dal consenso acquisito dal film di culto Animal House (1978), ideato e diretto da John Landis. Fautori di questa tendenza divengono il trio di sceneggiatori e registi Zucker-Abrahams-Zucker, artefici del capostipite L'aereo più pazzo del mondo (1980) che impone una comicità efficace ed esilarante dando vita per tutto il decennio a una serie infinita di imitazioni. Segue Una pallottola spuntata (1988), dal ritmo caotico e incalzante che vede come primo attore Leslie Nielsen. Altri riusciti esempi, improntati su una commistione tra comico e commedia, sono: Una poltrona per due (1983), che rivelerà le qualità attoriali di Eddie Murphy, Un pesce di nome Wanda (1988), che si avvale dell'istrionismo di Kevin Kline e Non guardarmi: non ti sento (1989), quest'ultimo trainato dagli artisti Gene Wilder e Richard Pryor. Ad un umorismo più chiassoso e puerile appartiene la saga di Scuola di polizia, arrivata nelle sale nel 1984. Il primo capitolo ha dato i natali a una lunga distribuzione di sequel che si sono protratti con alterne fortune fino all'inizio degli anni novanta. Divenuta celebre la colonna sonora del musicista Robert Folk che riprende toni e modalità dal sapore wagneriano.
Alcuni elementi propri del demenziale sono in seguito riaffiorati in molte produzioni di sicuro successo ma di corto respiro, interpretate da un infinito numero di commedianti tra cui Jim Carrey e in tempi più recenti dall'attore Ben Stiller. Inoltre ottengono fortunato successo i film di Sacha Baron Cohen. Allo stesso tempo, consegue popolarità la figura immaginaria di Mr. Bean, ideata e impersonata dall'attore britannico Rowan Atkinson. Dopo aver debuttato in platee e palcoscenici di molti cabaret inglesi, Atkinson diviene protagonista negli anni novanta di una omonima serie televisiva curata con perizia cinematografica e trasmessa in più di duecento paesi nel mondo. A partire dal nuovo millennio si impongono le confezioni di facile consumo, aventi come unico scopo la messa sul mercato di pellicole adolescenziali, tutte giocate su un umorismo greve e di dubbio gusto. Negli ultimi anni si è assistito a un cambiamento di rotta favorito da una massiccio incremento di attori funzionali al piccolo schermo. Per tali motivi, l'ambito del comico ha trovato una propria dimensione nel circuito dello short televisivo risultando, spesso e volentieri, poco adatto ai tempi dilatati e reiterati del mezzo cinematografico.

### Cinema comico in Italia

In alto una performance di Totò

Ancorato alla tradizione della commedia dell'arte, lo spettacolo italiano dei primi del novecento non viene distolto dall'invenzione del cinematografo continuando a privilegiare il teatro come unico habitat naturale del comico. In virtù di ciò si sviluppano in tutta Italia scuole di avanspettacolo depositarie di una comicità di linguaggio condita da espressioni regionali e dialettali. In tale direzione si sono mossi alcuni dei più grandi artisti del secolo scorso come Ettore Petrolini, Aldo Fabrizi, Gilberto Govi, Carlo Dapporto, Erminio Macario, Renato Rascel, Nino Taranto e Antonio De Curtis, in arte Totò.
A quest'ultimo si deve il merito di aver spostato e integrato tale prodotto artistico dal palcoscenico alla celluloide. Ideatore e interprete di un'autentica maschera, Totò ha sviluppato una comicità fisica e surreale sfoggiando prestazioni mimiche rimaste ineguagliate. Nello stesso tempo ha coniato un umorismo sferzante e innovativo con battute e perifrasi entrate di diritto nel vocabolario corrente.
Tra gli anni cinquanta e sessanta ha sfornato un ingente quantità di pellicole raggiungendo risultati ragguardevoli con produzioni quali: Fifa e arena (1948), I pompieri di Viggiù (1949), Totò cerca casa (1949), L'imperatore di Capri (1949), Totò le Mokò (1949), Totò a colori (1952), Un turco napoletano (1953), Miseria e nobiltà (1954) e Signori si nasce (1960). È infine da evidenziare la collaborazione con il grande attore di teatro Peppino De Filippo con cui ha portato sul grande schermo la rinomata opera Totò, Peppino e la... malafemmina (1956), per la regia di Camillo Mastrocinque.

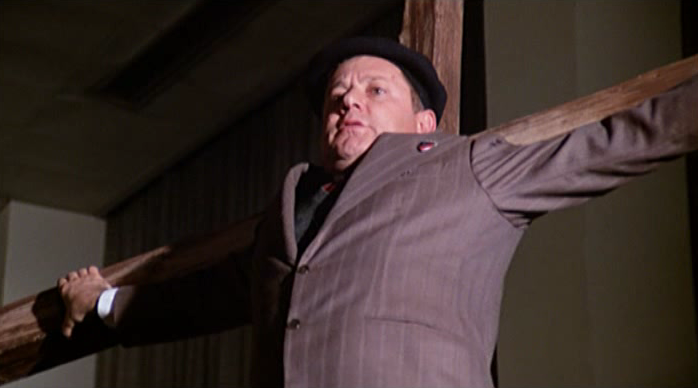
Paolo Villaggio nei panni del ragionier Ugo Fantozzi

A seguire incontra grandi consensi l'attore romano Alberto Sordi. Negli anni cinquanta, con il film Un americano a Roma (1954), consacra al grande pubblico la figura di "Nando Mericoni": giovane sognatore di borgata che vede nei divi hollywoodiani un costante modello da imitare gettandosi in azioni spericolate e insensate. In seguito si sposterà nel campo della commedia e del cinema d'essai divenendo uno degli attori più significativi nella storia del cinema italiano. Di notevole importanza è stato il duo comico composto da Franco Franchi e Ciccio Ingrassia che per tutti gli anni sessanta ha raggiunto un'elevata notorietà presentando lungometraggi dai toni parodistici e disimpegnati.
Alla fine degli anni sessanta emerge la personalità comica dell'attore e scrittore Paolo Villaggio, creatore della celebre maschera di Fantozzi, da cui è nata una saga cinematografica di ampio e duraturo successo. Inventore di una comicità del tutto inedita (aliena alle tradizioni regionali del cinema italiano), ha generato una satira tagliente ed incisiva unita a gag slapstick che rimandano alle comiche del muto, nonché ai cartoon di origine anglosassone. La grande fama conseguita dall'artista ha reso assai noti anche i vari personaggi della saga, impersonati da spalle di indubbio valore come Milena Vukotic, Anna Mazzamauro, Liù Bosisio, Plinio Fernando, Giuseppe Anatrelli e Gigi Reder, con quest'ultimo ha attivato un sodalizio riscontrabile in oltre quattordici pellicole. Figura unica di attore comico e scrittore umorista, Villaggio, in tutti i suoi libri, ha dato origine a un lessico pungente e originale: fatto di iperboli, neologismi, alterazioni verbali e termini burocratici entrati nel linguaggio comune degli italiani.

Massimo Troisi e Roberto Benigni in Non ci resta che piangere (1984)

Negli anni ottanta si assiste alla fioritura di nuovi talenti comici favorita da un inevitabile declino di alcuni protagonisti della commedia all'italiana. Si mettono così in evidenza attori e registi come Roberto Benigni, Massimo Troisi, Carlo Verdone, Maurizio Nichetti e i Giancattivi che dalla fine degli anni settanta hanno presentato in televisione un nuovo modo di fare comicità ricevendo il plauso di pubblico e critica.
Carlo Verdone dirige le sue prime realizzazioni seguendo un'impostazione di carattere comico (Un sacco bello 1980; Bianco rosso e Verdone 1981) per poi virare successivamente nell'ambito della commedia. In egual misura fa il suo esordio l'artista napoletano Massimo Troisi (Ricomincio da tre 1981; Scusate il ritardo, 1983) che in avanti conoscerà un successo internazionale con la pellicola sentimentale Il postino (1994). Lo stesso avviene per Roberto Benigni: dissacrante monologhista teatrale che dopo una serie di film comici di rilevanza nazionale (Il piccolo diavolo, 1988; Johnny Stecchino, 1991; Il mostro, 1994) suscita clamore in tutto il mondo con la commedia dal sapore drammatico La vita è bella (1997). Nel 1984 arriva nelle sale Non ci resta che piangere, interpretato e diretto da Troisi e Benigni, le cui gag, citazioni e sequenze paradossali, l'hanno reso, nel tempo, uno dei film più apprezzati della nuova comicità.
Nel corso degli anni ottanta ottengono richiamo le interpretazioni di attori come Renato Pozzetto ed Enrico Montesano a cui seguono quelle di Lino Banfi, di Diego Abatantuono e della coppia formata da Massimo Boldi e Christian De Sica. Questi ultimi, a partire dagli anni novanta, formeranno una stretta collaborazione recitando in produzioni commerciali invise alla critica raccogliendo comunque un largo seguito di pubblico.
Tra gli anni novanta e duemila conoscono consenso le commedie di Antonio Albanese, del giovane toscano Leonardo Pieraccioni e quelle del trio Aldo Giovanni e Giacomo. Il caso cinematografico degli ultimi anni è rappresentato dal comico pugliese Checco Zalone, interprete di film leggeri e scanzonati che hanno avuto, fin da subito, un enorme successo popolare.